# Flash (Jeff Beck)
Flash è il quarto album discografico da solista del chitarrista britannico Jeff Beck, pubblicato nel 1985.

## Tracce
1. Ambitious – 4:38 (Nile Rodgers)
2. Gets Us All in the End – 6:06 (Arthur Baker, Tina B.)
3. Escape – 4:41 (Jan Hammer)
4. People Get Ready (feat. Rod Stewart) – 4:54 (Curtis Mayfield)
5. Stop, Look and Listen – 4:27 (Rodgers)
6. Get Workin' – 3:35 (Rodgers)
7. Ecstasy – 3:31 (David Bendeth, Simon Climie)
8. Night After Night – 3:42 (Rodgers)
9. You Know, We Know – 5:35 (Tony Hymas)

Bonus track edizione CD
1. Nighthawks – 4:48 (Rodgers)
2. Back on the Streets – 3:41 (Fred Hostetler, Jeff Beck, Karen Lawrence)

## Formazione
- Jeff Beck - chitarra, voce (6,8)
- Jimmy Hall - voce (1,2,5,7,10), cori
- Rod Stewart - voce (4)
- Karen Lawrence - voce (11)
- Jan Hammer - Fairlight CMI (9)
- Tony Hymas - tastiere (9)